# Suzanne Davis
Suzanne Davis (* 10. Februar 1978 in Denton, Texas) ist eine US-amerikanische Schauspielerin.
Ihr Filmdebüt gab sie 1996 in Generation X und spielte danach in einigen amerikanischen Serien mit, wie z. B. Der Klient, General Hospital und Baywatch – Die Rettungsschwimmer von Malibu. Ihren größten Filmerfolg hatte sie als Darian in Betty Thomas’ Film 28 Tage mit Sandra Bullock. Durch ihre Hollywoodkontakte fördert und organisiert sie Benefizveranstaltungen zur Unterstützung von jungen Frauen aus gestörten Familienverhältnissen.

## Filmografie
- 1996: Generation X
- 1996: Der Klient (The Client, Fernsehserie, Folge 1x14)
- 1999–2000: Malibu, CA (Fernsehserie, 19 Folgen)
- 1999: Baywatch – Die Rettungsschwimmer von Malibu (Baywatch, Fernsehserie, Folge 9x22)
- 1999: Undressed – Wer mit wem? (Undressed, Fernsehserie, 12 Folgen)
- 2000: Fear Runs Silent
- 2000: 28 Tage (28 Days)
- 2015: Medium – Nichts bleibt verborgen (Medium, Fernsehserie, Folge 2x15)
- 2018: Technicolour Daydream